# U 175
U 175 war ein deutsches U-Boot vom Typ IX C, das im Zweiten Weltkrieg von der deutschen Kriegsmarine eingesetzt wurde. Es versenkte zehn Schiffe mit zusammen 40.619 BRT, wobei insgesamt 65 Menschen ums Leben kamen. Bei seiner Versenkung am 17. April 1943 südwestlich von Irland durch einen Kutter der US-Küstenwache starben der 31-jährige Kommandant Heinrich Bruns und weitere 12 seiner Besatzungsmitglieder, während 41 in alliierte Kriegsgefangenschaft gerieten.

## Geschichte
Bis August 1942 gehörte U 175 zur 4. U-Flottille, einer Ausbildungsflottille, die in Stettin stationiert war. Anschließend wurde das Boot der 10. U-Flottille zugeteilt, die ihren Stützpunkt in Lorient hatte.

### Einsätze
Die erste Unternehmung begann somit am 15. August 1942 in Kiel und endete am 17. Oktober 1942 in Lorient. Kommandant Heinrich Bruns versenkte auf dieser Fahrt neun Schiffe mit 33.442 BRT und beschädigte ein weiteres durch Artilleriebeschuss.
- am 18. September 1942 die kanadische Norfolk mit 1901 BRT, wobei 6 Mann starben und 13 überlebten
- am 21. September 1942 die jugoslawische Predsednik Kopajtic mit 1798 BRT, wobei 3 Mann starben und 28 überlebten
- am 24. September 1942 die US-amerikanische West Chetac mit 5627 BRT, wobei 31 Mann starben und 19 überlebten
- am 26. September 1942 die panamaische Tambour mit 1827 BRT, wobei 8 Mann starben und 24 überlebten
- am 28. September 1942 die US-amerikanische Alcoa Mariner mit 5590 BRT, wobei alle 54 Mann überlebten
- am 1. Oktober 1942 die britische Empire Tennyson mit 2880 BRT, wobei 4 Mann starben und 36 überlebten
- am 2. Oktober 1942 die panamaische Aneroid mit 5074 BRT, wobei 6 Mann starben und 43 überlebten
- am 4. Oktober 1942 die US-amerikanische Caribstar mit 2592 BRT, wobei 6 Mann starben und 29 überlebten
- am 5. Oktober 1942 die US-amerikanische William A. McKenney mit 6153 BRT, wobei ein Mann starb und 34 überlebten.

Zu seiner zweiten Unternehmung lief U 175 am 1. Dezember aus Lorient aus. Wenige Tage später wurde es durch Peilzeichen zu einem Geleitzug geführt, der sich auf dem Weg nach Gibraltar befand und  von U 603 entdeckt worden war. Aufgrund schadhafter Abgasrohre entschloss sich Burns, den Konvoi nicht anzugreifen, sondern mit U 175 das Seegebiet zu verlassen. U 175, das vor Freetown patrouillieren sollte, setze seinen Südkurs fort. Bruns versenkte am 23. Januar 1943 vor der Küste von Liberia die US-amerikanische Benjamin Smith mit 7177 BRT, wobei alle 66 Mann überlebten. Auf dieser Unternehmung wurde U 175 durch Luftangriffe der Royal Air Force schwer beschädigt. Das Boot wurde durch U 105, U 123 und U 515 abgelöst. U 175 kehrte am 24. Februar zum U-Boot-Stützpunkt Lorient zurück.
Zu seiner dritten Unternehmung lief das Boot am 10. April 1943 aus Loirent aus. Mitte April wurde  U 175 mit sechs weiteren Booten auf einen alliierten Geleitzug angesetzt, der von U 262 entdeckt, aber nicht weiter verfolgt worden war, da das Boot sich auf einer geheimen Mission befand. Im Geleitzug HX 233 fuhren 57 Handelsschiffe, die durch eine Escort Group der United States Navy geschützt wurden, die aus acht Kriegsschiffen bestand. Am 17. April 1943 wurde U 175 südwestlich von Irland durch den amerikanischen USCG-Kutters USCGC Spencer entdeckt und mit zwei Salven von je elf Wasserbomben angegriffen. Die Detonationen beschädigten den Druckkörper des Bootes, U 175 geriet außer Kontrolle und sank rasch ab, während die Mannschaft sich mit mehreren Wassereinbrüchen an Bug und Heck konfrontiert sah. Da Bruns, der im Augenblick der Attacke der Spencer gerade dabei war, seinerseits einen Angriff auf den Geleitzug einzuleiten, bewusstlos schien, übernahm der Leitende Ingenieur das Kommando auf U 175. Es gelang ihm, das absinkende Boot in einer Tiefe von 300 Metern abzufangen und durch Anblasen aller Tauchzellen an die Oberfläche zu bringen. Dort wurde U 175 bereits von der Spencer erwartet.

### Versenkung

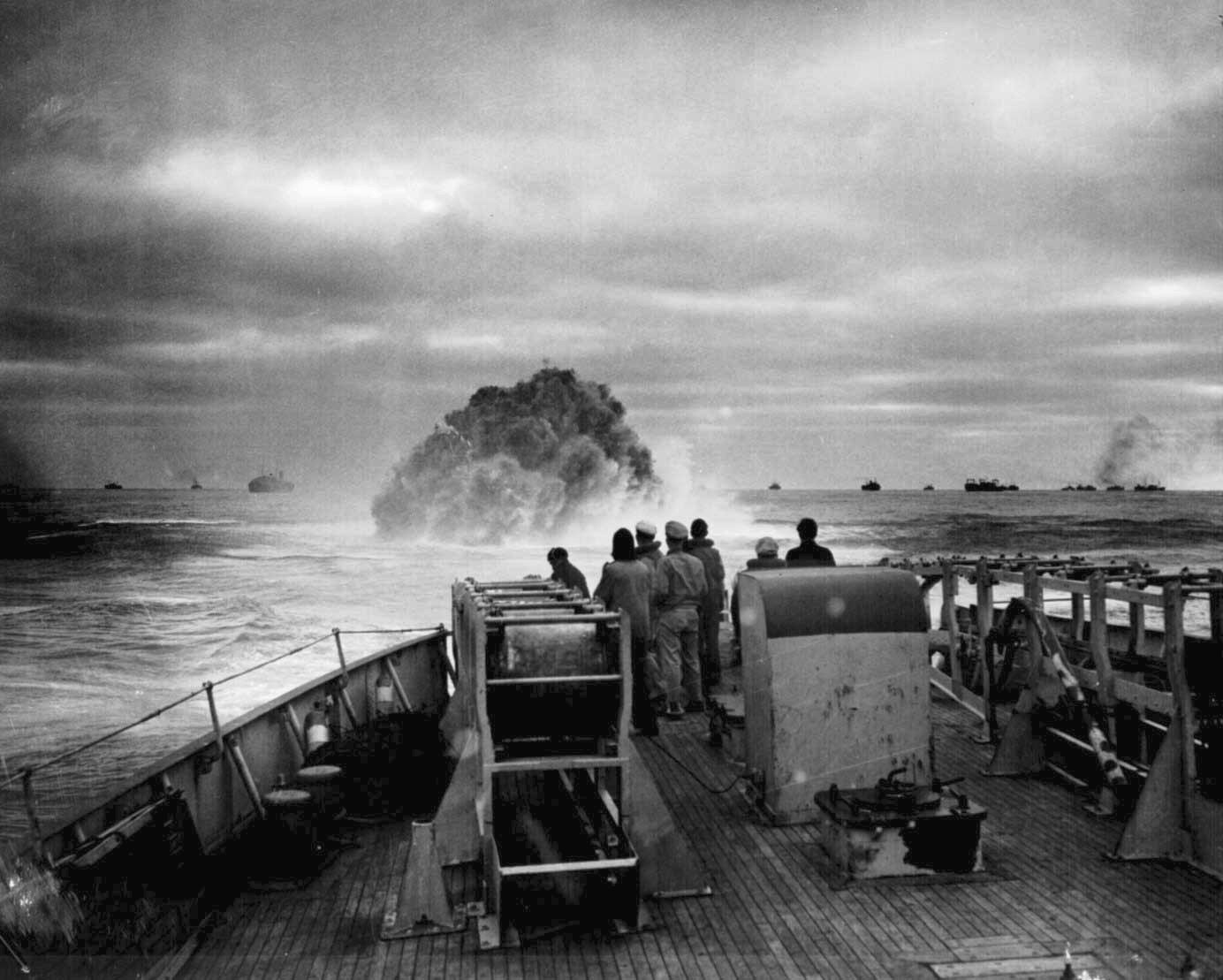
Explosion einer Wasserbombe beim Angriff auf U 175

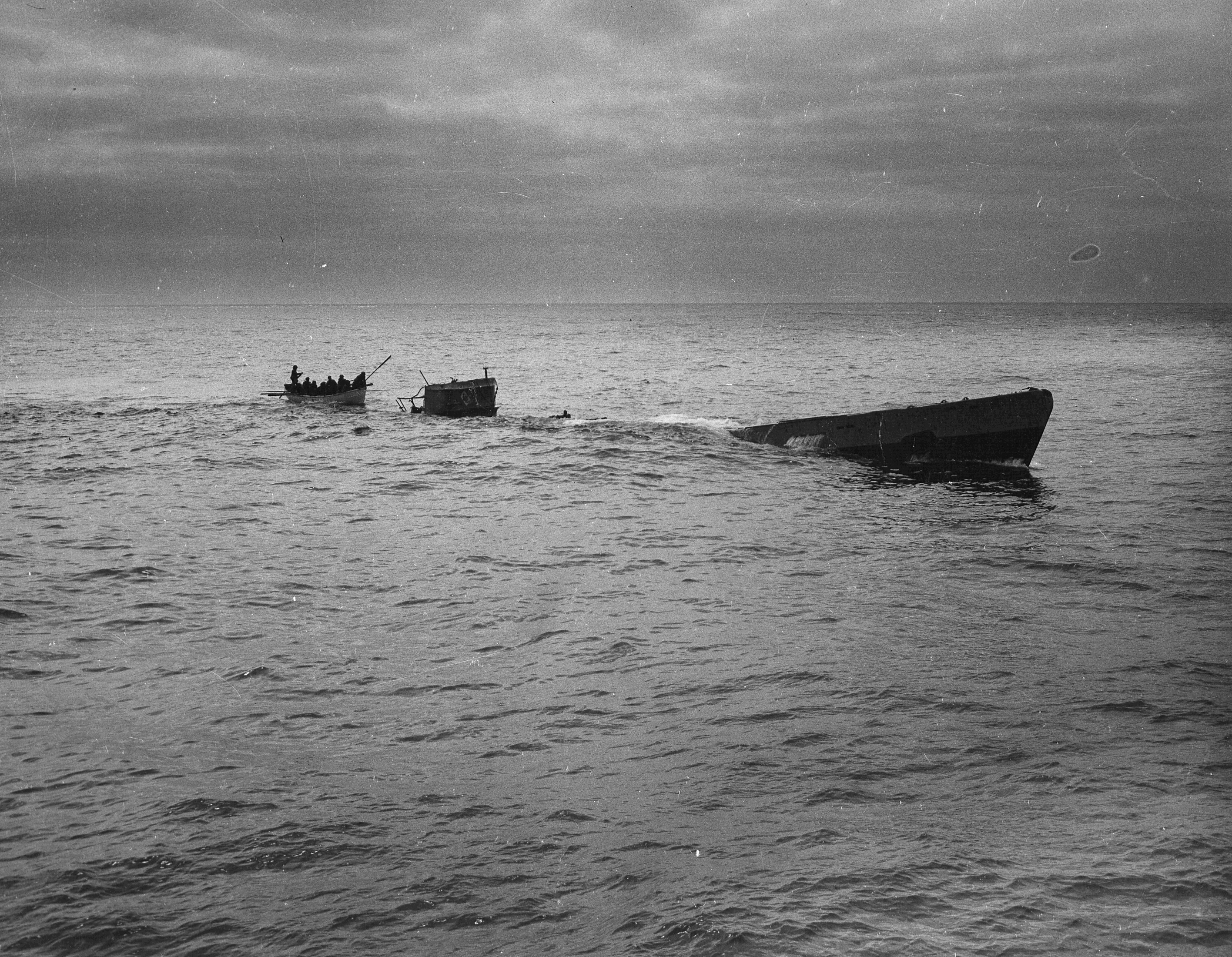
Enterkommando von Spencer mit Gefangenen in Ruderboot vor sinkendem U 175

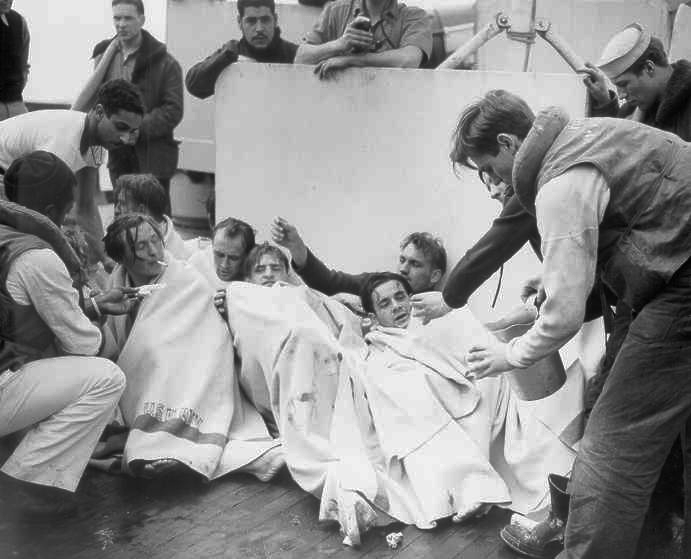
Gefangene aus U 175 an Bord von Spencer, 17. April 1943

An der Oberfläche entwickelte sich ein Artillerieduell mit diesem und einem weiteren Kutter. Im Verlauf dieses Feuergefechts wurde Kommandant Heinrich Bruns durch einen Volltreffer auf der Brücke getötet. Besatzungsmitglieder der Spencer versuchten Unterlagen und Geheimdokumente vom sinkenden U-Boot zu bergen, was ihnen aber nicht gelang. Beim Untergang von U 175 kamen 13 Besatzungsmitglieder ums Leben. 41 Mann konnten gerettet werden; 19 Mann, nach Berichten der US-Küstenwache alle voller Angst und „hysterisch“, wurden von der Spencer und 22 von der Duane als Kriegsgefangene an Bord genommen. Beide Schiffe der US-Küstenwache brachten ihre Gefangenen nach Greenock-Gourock (Schottland), wo sie sie am 20. April 1943 der britischen Marineinfanterie übergaben. (Lage).

## Versenkte Schiffe
| Datum          | Name des Schiffs    | Nation                 | BRT  | Versenkungsort |
| -------------- | ------------------- | ---------------------- | ---- | -------------- |
| 18. Sept. 1942 | Norfolk             | Kanada                 | 1901 | (Lage)         |
| 21. Sept. 1942 | Predsednik Kopajtic | Jugoslawien            | 1798 | (Lage)         |
| 24. Sept. 1942 | West Chetac         | Vereinigte Staaten     | 5627 | (Lage)         |
| 26. Sept. 1942 | Tambour             | Panama                 | 1827 | (Lage)         |
| 28. Sept. 1942 | Alcoa Mariner       | Vereinigte Staaten     | 5590 | (Lage)         |
| 1. Okt. 1942   | Empire Tennyson     | Vereinigtes Königreich | 2880 | (Lage)         |
| 2. Okt. 1942   | Aneroid             | Vereinigte Staaten     | 5074 | (Lage)         |
| 4. Okt. 1942   | Caribstar           | Vereinigte Staaten     | 2592 | (Lage)         |
| 5. Okt. 1942   | William A. McKenney | Vereinigte Staaten     | 6153 | (Lage)         |
| 23. Jan. 1943  | Benjamin Smith      | Vereinigte Staaten     | 7177 | (Lage)         |